# Frank Richard Spencer

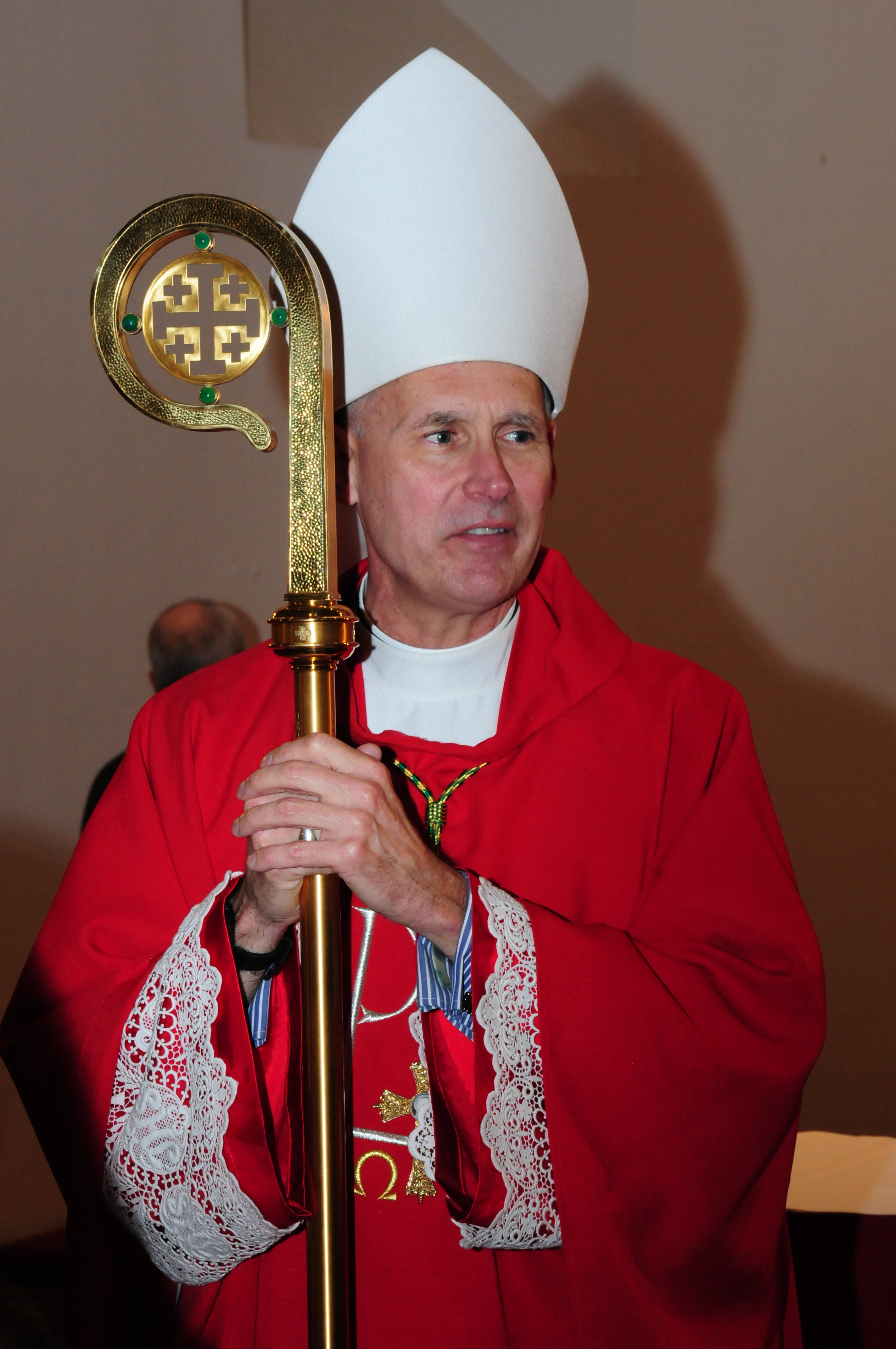
Frank Richard Spencer

Wappen von Frank Richard Spencer

Frank Richard Spencer (* 10. Juni 1951 in Sylacauga) ist Weihbischof im US-amerikanischen Militärordinariat.

## Leben
Frank Richard Spencer empfing am 14. Mai 1988 die Priesterweihe.
Papst Benedikt XVI. ernannte ihn am 22. Mai 2010 zum Weihbischof im US-amerikanischen Militärordinariat und Titularbischof von Auzia. Der Militärerzbischof der Vereinigten Staaten, Timothy Paul Andrew Broglio, weihte ihn am 8. September desselben Jahres zum Bischof; Mitkonsekratoren waren Edwin Frederick O’Brien, Erzbischof von Baltimore, und Donald William Wuerl, Erzbischof von Washington.